# 2011年IAAFダイヤモンドリーグ
IAAFダイヤモンドリーグは2011年に2年目を迎えた。5月6日のドーハから4ヶ月にわたり実施され、2011年世界陸上競技選手権大会の期間を挟んで9月8日のチューリッヒと9月16日のブリュッセルが最終戦となった。14戦の賞金総額は800万USドル。

## 大会一覧
|    | 日程     | 大会                         | 競技場                                       | 開催都市       | 開催国         |        |
| -- | -------- | ---------------------------- | -------------------------------------------- | -------------- | -------------- | ------ |
| 1  | 5月6日   | カタールスーパーグランプリ   | カタールSCスタジアム                         | ドーハ         | カタール       | [ 2 ]  |
| 2  | 5月15日  | 上海ゴールデングランプリ     | 上海体育場                                   | 上海           | 中国           | [ 3 ]  |
| 3  | 5月26日  | ゴールデンガラ               | スタディオ・オリンピコ                       | ローマ         | イタリア       | [ 4 ]  |
| 4  | 6月4日   | プリフォンテーンクラシック   | ヘイワード・フィールド                       | ユージーン     | アメリカ合衆国 | [ 5 ]  |
| 5  | 6月9日   | ビスレットゲームズ           | ビスレットスタディオン                       | オスロ         | ノルウェー     | [ 6 ]  |
| 6  | 6月11日  | アディダスグランプリ         | アイカーン・スタジアム                       | ニューヨーク   | アメリカ合衆国 | [ 7 ]  |
| 7  | 6月30日  | アスレティッシマ             | スタッド・オランピック・ドゥ・ラ・ポンテーズ | ローザンヌ     | スイス         | [ 8 ]  |
| 8  | 7月8日   | ミーティングアレヴァ         | スタッド・ド・フランス                       | パリ           | フランス       | [ 9 ]  |
| 9  | 7月10日  | バーミンガムグランプリ       | アレキサンダー・スタジアム                   | バーミンガム   | イギリス       | [ 10 ] |
| 10 | 7月22日  | ヘラクレス                   | スタッド・ルイ・ドゥ                         | モナコ         | モナコ         | [ 11 ] |
| 11 | 7月29日  | DNガラン                     | ストックホルム・スタディオン                 | ストックホルム | スウェーデン   | [ 12 ] |
| 12 | 8月5-6日 | ロンドングランプリ           | クリスタル・パレス                           | ロンドン       | イギリス       | [ 13 ] |
| 13 | 9月8日   | ヴェルトクラッセチューリッヒ | レッツィグルンド・シュタディオン             | チューリッヒ   | スイス         | [ 14 ] |
| 14 | 9月16日  | メモリアルヴァンダム         | ボードゥアン国王競技場                       | ブリュッセル   | ベルギー       | [ 15 ] |

ドーハ

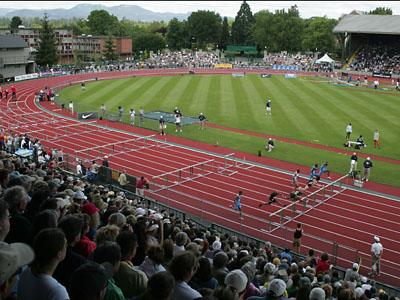
ヘイワードフィールド
写真は全米選手権時

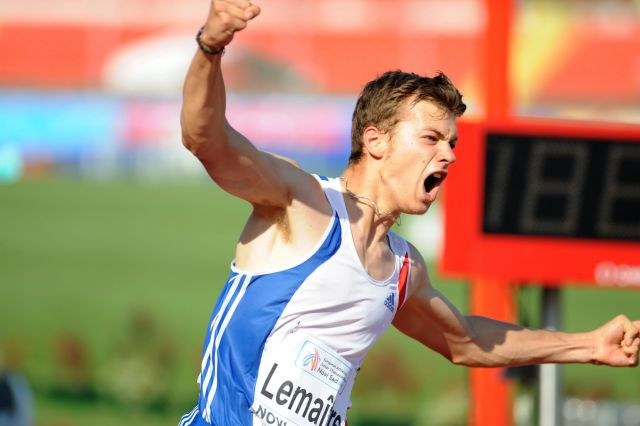
ルメートル

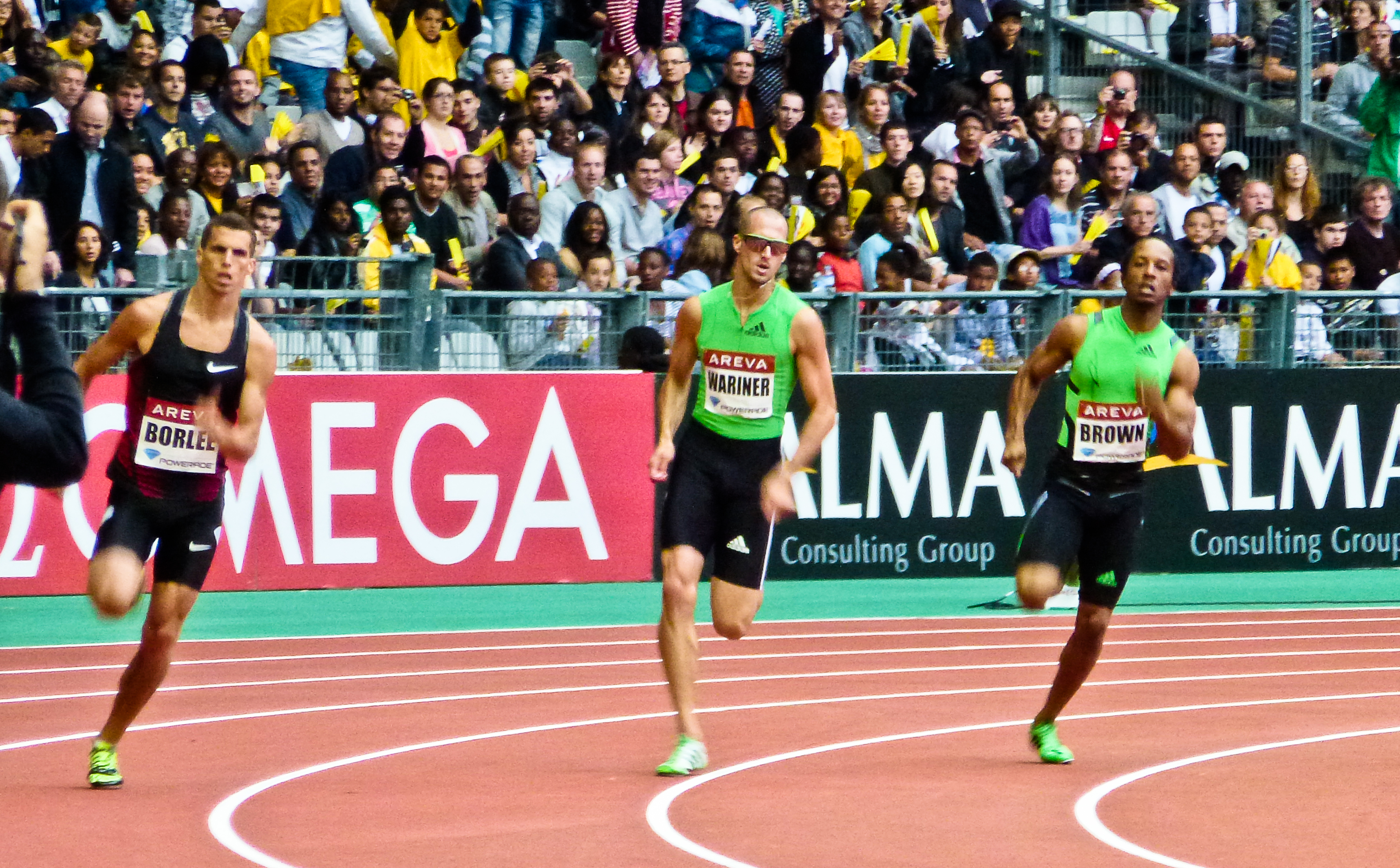
パリ男子400m 左から
ボルレー、ウォリナー、ブラウン

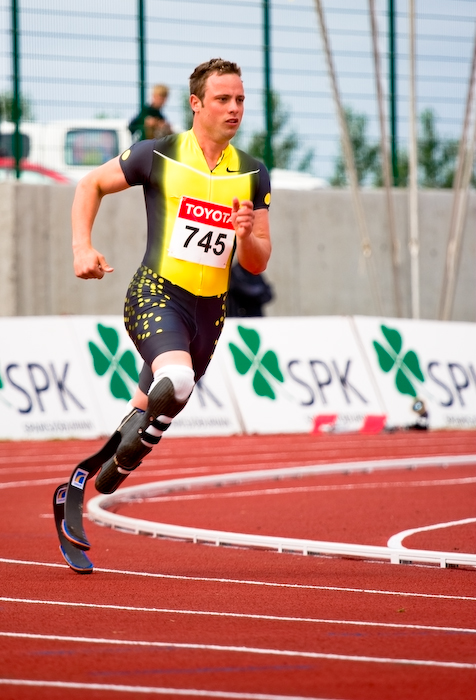
ピストリウス

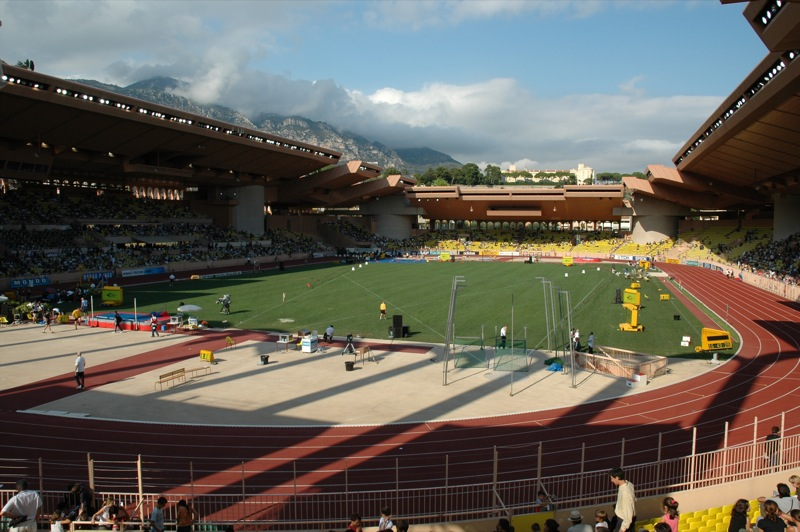
スタッド・ルイ・ドゥ

男子3000mでエチオピアのエネウ・アラミレウがマークした7分27秒26は世界歴代9位の記録。男子200mは前年ポイント争いのトップに立ちながらも負傷し最終戦を欠場していたウォルター・ディックスが優勝した。8種目で大会記録が更新された。
上海
男子110mHは劉翔がデビッド・オリバーを抑えて優勝を飾った。日本から髙平慎士（男子100m8位）、金丸祐三（男子400m4位）、田野中輔（男子110mH9位）、久保倉里美（女子400mH6位）が出場した。5月15日の上海体育場は30,000人の観客を集めた。
ローマ
男子100mのウサイン・ボルトはゴール直前にパウエルを抜き去る苦しいレースになった。女子400mのアリソン・フェリックスはホームストレートで後続との差を広げて圧勝した。女子1500mの優勝者マリアム・ユスフ・ジャマルは2009年世界選手権金メダリストであり、5月のヘンゲロとローマで今季世界最高記録（当時）をマークしている。女子3000mSCで優勝したミルカ・チェモス・チェイワは世界歴代6位の記録を持つ2009年世界選手権銅メダリスト、2010年の年間種目別王者である。この女子3000mSCではソフィア・アセファがエチオピア記録を更新、同じエチオピアのBirtukan Adamuは9分20秒37をマークして世界ジュニア記録を更新した。この日のスタディオ・オリンピコは47,000人の観客を集めた。
ユージーン
ヘイワード・フィールドはオレゴン大学内に位置し全米選手権やオリンピック代表選考会の舞台として知られる競技場である。2011年のプリフォンテーンクラシックは16のダイヤモンドレースを含む25の競技が行われた。風に恵まれた女子100mは歴代2位の記録を持つカーメリタ・ジーターが10秒70の記録で優勝した。男子30,000mではケニアのモーゼス・モソプが1時間26分47秒4をマークして優勝、瀬古利彦が保持していた世界記録は30年ぶりに更新された。モソプは2005年世界選手権10,000m銅メダリストであり、2011年のボストンマラソンでは非公認ながら世界記録を上回る2時間03分06秒を記録して2位に入った選手である。男子10,000mはモハメド・ファラーが優勝、ヨーロッパ記録を更新した。
オスロ
この日の女子5000mは4月に死去したグレテ・ワイツの名を冠してグレテ・ワイツ・メモリアル（Grete Waitz Memorial）とされた。その女子5000mはメセレト・デファーが優勝、男子1マイル（トリームマイル）は前年に引き続きアスベル・キプロプが優勝した。ウサイン・ボルトはプロモーション活動に参加した後、男子200mで19秒86の記録を残して優勝した。
ニューヨーク
アディダスグランプリ当日のニューヨークは雨模様となり最高気温22度、選手は風に悩まされた。男子100mはフライングにより3選手が失格となった。3.4m/秒の向かい風が吹く中行なわれスティーブ・マリングスが優勝、タイソン・ゲイは2位に敗れた。この後ゲイは右臀部のケガのために6月25日の全米選手権100m準決勝を棄権、世界選手権米国代表入りを逃している。ゲイは前年7月に股関節のケガから復帰、男子100mの年間種目別優勝者に輝いたばかりだったがこの故障により休養を余儀なくされた。
ローザンヌ
男子100mはアサファ・パウエルが9秒78を記録して優勝、3位に入ったクリストフ・ルメートルは自身が持つコーカソイド記録に並ぶ2度目の9秒95を記録した。テディ・タムゴーは男子三段跳歴代3位17m98の記録を持つ選手であり、2010年の世界室内選手権で17m90の室内世界記録を樹立した。この日のタムゴーは3回目に17m91を記録して優勝した。3回目以外の試技は全てファウルに終わっている。タムゴーは7月に手術を要する右足首骨折（脛骨骨折）のケガを負ったために年内の競技復帰が困難になった。
パリ
女子400mHはズザナ・ヘイノバがチェコ記録を更新する53秒29の記録で優勝した。3レーンのヘイノバはすぐ隣4レーンを走るカリース・スペンサーをじりじり追い上げ、最終ハードルの跳躍でスペンサーを抜き去った。男子110mHではダイロン・ロブレスがデビッド・オリバーとの同タイムの決着を制した。男子400mはクリトファー・ブラウンが44秒94の記録で優勝した。ジェレミー・ウォリナーに次ぐ5位に入ったオスカー・ピストリウスは北京パラリンピックの男子短距離3種目を制した両足義足の陸上競技選手。ピストリウスは45秒84を記録、その後イタリアの競技会で2011年世界選手権とロンドンオリンピックの参加標準記録を突破する45秒07を記録した。この日のスタッド・ド・フランスは49,000人の観客を数え、男子棒高跳のルノー・ラビレニ、男子3000mSCのマイディーヌ・メキシベナバ、男子200mのクリストフ・ルメートルの地元フランス勢が活躍を見せた。
バーミンガム
ゲーツヘッドに替わりバーミンガムが2011年のダイヤモンドリーグ開催都市に選ばれた。期間は2011年から3年間。女子100mHはサリー・ピアソンがスタートからダニエレ・カラザースを抑えて優勝、12秒48をマークしてオセアニア記録を更新した。
モナコ
2010年IAAF世界最優秀選手賞に輝いたデイヴィッド・ルディシャが男子800mの今季世界最高記録（当時）となる1分42秒61を記録した。3000mSCではブライミン・キプルトが世界記録に0秒01と迫る7分53秒64を記録した。モハメド・ファラーがバーミンガムに続いて男子5000mを制した。12月に37歳を迎えるバーナード・ラガトが12分53秒60を記録して2位に入り、前年のオスロで自身が樹立した北中米記録を更新した。男子棒高跳は5m90を記録してルノー・ラビレニが優勝、澤野大地は5m45を記録して7位に入った。
ストックホルム
女子5000mのヴィヴィアン・チェルイヨットは歴代3位となる14分20秒87を記録して優勝した。チェルイヨットは3000メートル通過時点で後続に40メートル差をつける独走、さらに差を広げて圧勝した。男子走幅跳のミッチェル・ワットは2回目に8m54を記録して優勝、オセアニア記録を更新した。男子やり投のアンドレアス・トルキルドセンは88m43を記録して優勝、ローザンヌ・バーミンガムにつぐ3勝目を挙げた。女子棒高跳のエレーナ・イシンバエワは4m76を記録して優勝した。男子400mのラショーン・メリットはドーピング違反による1年9ヶ月の出場禁止期間が明けた復帰戦に臨み、44秒74を記録して2位に入った。スウェーデンの英字ニュースサイトThe Localは2011年のDNガランについて、ストックホルムの大会主催者が男子200mのウサイン・ボルトに対して2,000,000クローナ（310,000USドル、約2500万円）の出場料を支払ったことを明らかにしたと報じている。ボルトは20秒03を記録して優勝した。
ロンドン
チューリッヒ
ブリュッセル

## ダイヤモンドレース
| 男子    | 男子                           |         | 女子                             | 女子 |
| ------- | ------------------------------ | ------- | -------------------------------- | ---- |
| 100m    | アサファ・パウエル             | 100m    | カーメリタ・ジーター             |      |
| 200m    | ウォルター・ディックス         | 200m    | カーメリタ・ジーター             |      |
| 400m    | キラニ・ジェームス             | 400m    | アマントル・モンショー           |      |
| 800m    | デイヴィッド・ルディシャ       | 800m    | ジェニファー・メドウズ           |      |
| 1500m   | ニクソン・キプリモ・チェプセバ | 1500m   | モーガン・ユーセニー             |      |
| 5000m   | イマネ・メルガ                 | 5000m   | ヴィヴィアン・チェルイヨット     |      |
| 110mH   | ダイロン・ロブレス             | 100mH   | ダニエレ・カラザース             |      |
| 400mH   | デイヴィッド・グリーン         | 400mH   | カリース・スペンサー             |      |
| 3000mSC | ポール・キプシレ・コエチ       | 3000mSC | ミルカ・チェモス・チェイワ       |      |
| 走幅跳  | ミッチェル・ワット             | 走幅跳  | ブリトニー・リース               |      |
| 三段跳  | フィリップス・イドウ           | 三段跳  | オリガ・サラドゥハ               |      |
| 走高跳  | ジェシー・ウィリアムズ         | 走高跳  | ブランカ・ブラシッチ             |      |
| 棒高跳  | ルノー・ラビレニ               | 棒高跳  | ジルケ・シュピーゲルブルク       |      |
| 砲丸投  | ディラン・アームストロング     | 砲丸投  | バレリー・アダムス               |      |
| 円盤投  | ウィルギリウス・アレクナ       | 円盤投  | ヤレリス・バリオス               |      |
| やり投  | マティアス・デツォルド         | やり投  | クリスティーナ・オーバークフォル |      |

## 結果

### 男子

#### 100m
|                     | 1位                          | 2位                       | 3位                          |
| ------------------- | ---------------------------- | ------------------------- | ---------------------------- |
| 上海 (+0.3)         | アサファ・パウエル 9.95      | マイク・ロジャース 10.01  | マリオ・フォーサイス 10.12   |
| ローマ (+0.6)       | ウサイン・ボルト 9.91        | アサファ・パウエル 9.93   | クリストフ・ルメートル 10.00 |
| ニューヨーク (-3.4) | スティーブ・マリングス 10.26 | タイソン・ゲイ 10.26      | キーストン・ブレドマン 10.33 |
| ローザンヌ (+1.0)   | アサファ・パウエル 9.78      | マイケル・フレイター 9.88 | クリストフ・ルメートル 9.95  |
| バーミンガム (0.0)  | アサファ・パウエル 9.91      | ネスタ・カーター 9.93     | マイケル・フレイター 10.01   |
| モナコ (+1.0)       | ウサイン・ボルト 9.88        | ネスタ・カーター 9.90     | マイク・ロジャース 9.96      |
| チューリッヒ (0.0)  | ヨハン・ブレーク 9.82        | アサファ・パウエル 9.95   | ウォルター・ディックス 10.04 |

#### 200m
|                       | 1位                          | 2位                                  | 3位                                  |
| --------------------- | ---------------------------- | ------------------------------------ | ------------------------------------ |
| ドーハ (+0.5)         | ウォルター・ディックス 20.06 | フェミ・セウン・オグノデ 20.30       | ジェイスマ・サイディ・ンドゥレ 20.55 |
| ユージーン (+1.1)     | ウォルター・ディックス 20.19 | ジェイスマ・サイディ・ンドゥレ 20.26 | チュランディ・マルティナ 20.39       |
| オスロ (0.7)          | ウサイン・ボルト 19.86       | ジェイスマ・サイディ・ンドゥレ 20.43 | マリオ・フォーサイス 20.49           |
| パリ (-0.6)           | ウサイン・ボルト 20.03       | クリストフ・ルメートル 20.21         | ダービス・パットン 20.59             |
| ストックホルム (-1.2) | ウサイン・ボルト 20.03       | アロンソ・エドワード 20.47           | Ainsley Waugh 20.56                  |
| ロンドン (-2.0)       | ウォルター・ディックス 20.16 | ウォーレン・ウィアー 20.43           | アロンソ・エドワード 20.55           |
| ブリュッセル (+0.7)   | ヨハン・ブレーク 19.26       | ウォルター・ディックス 19.53         | ニッケル・アシュミード 19.91         |

#### 400m
|                | 1位                                | 2位                            | 3位                            |
| -------------- | ---------------------------------- | ------------------------------ | ------------------------------ |
| 上海           | カルヴィン・スミス・ジュニア 45.47 | グレッグ・ニクソン 45.50       | デービッド・ネビル 45.58       |
| ユージーン     | アンジェロ・テイラー 45.16         | ジェレミー・ウォリナー 45.43   | ケヴィン・ボルレー 45.51       |
| ニューヨーク   | ジェレミー・ウォリナー 45.13       | ジャーメイン・ゴンザレス 45.16 | ロンデル・バーソロミュー 45.17 |
| パリ           | クリストファー・ブラウン 44.94     | ジョナサン・ボルレー 45.05     | ジャーメイン・ゴンザレス 45.43 |
| ストックホルム | ジャーメイン・ゴンザレス 44.69     | ラショーン・メリット 44.74     | クリストファー・ブラウン 44.79 |
| ロンドン       | キラニ・ジェームス 44.61           | ジャーメイン・ゴンザレス 44.85 | クリストファー・ブラウン 45.04 |
| チューリッヒ   | キラニ・ジェームス 44.36           | ラショーン・メリット 44.67     | ジャーメイン・ゴンザレス 45.39 |

#### 800m
|              | 1位                                  | 2位                                | 3位                                  |
| ------------ | ------------------------------------ | ---------------------------------- | ------------------------------------ |
| ドーハ       | アスベル・キプロプ 1:44.74           | マイケル・リマー 1:45.12           | アルフレッド・キーワ・イエゴ 1:45.17 |
| ローマ       | ファデビス・ロビンソン 1:45.09       | ムブイレニ・ムラウジ 1:45.50       | ムハンマド・アゼミ 1:45.52           |
| ニューヨーク | アルフレッド・キーワ・イエゴ 1:46.57 | ムブイレニ・ムラウジ 1:46.68       | Boaz Lalang 1:46.75                  |
| ローザンヌ   | デイヴィッド・ルディシャ 1:44.15     | マルチン・レヴァンドフスキ 1:45.01 | アミーヌ・ラルー 1:45.11             |
| バーミンガム | アブバケール・カキ 1:44.54           | マルチン・レヴァンドフスキ 1:45.47 | アミーヌ・ラルー 1:45.77             |
| モナコ       | デイヴィッド・ルディシャ 1:42.61     | アスベル・キプロプ 1:43.15         | ニック・シモンズ 1:43.83             |
| ブリュッセル | デイヴィッド・ルディシャ 1:43.96     | モハメド・アマン 1:44.29           | アスベル・キプロプ 1:44.46           |

#### 1500m
|                    | 1位                                    | 2位                          | 3位                                      |
| ------------------ | -------------------------------------- | ---------------------------- | ---------------------------------------- |
| 上海               | ニクソン・キプリモ・チェプセバ 3:31.42 | アスベル・キプロプ 3:31.76   | メコネン・ゲブレメディン 3:32.36         |
| ユージーン 1マイル | ハロン・ケイタニー 3:49.09             | サイラス・キプラガト 3:49.39 | アスベル・キプロプ 3:49.55               |
| オスロ 1マイル     | アスベル・キプロプ 3:50.86             | サイラス・キプラガト 3:51.02 | メコネン・ゲブレメディン 3:51.30         |
| パリ               | アミーヌ・ラルー 3:32.15               | アスベル・キプロプ 3:33.04   | バーナード・ラガト 3:33.11               |
| ストックホルム     | サイラス・キプラガト 3:33.94           | アスベル・キプロプ 3:34.42   | ニック・ウィリス 3:34.49                 |
| ロンドン 1マイル   | リオネル・マンザーノ 3:51.24           | バーナード・ラガト 3:51.38   | オーガスティン・キプロノ・チョゲ 3:51.50 |
| チューリッヒ       | ニクソン・キプリモ・チェプセバ 3:32.74 | サイラス・キプラガト 3:33.56 | ハロン・ケイタニー 3:34.37               |

#### 5000m
|              | 1位                               | 2位                                      | 3位                               |
| ------------ | --------------------------------- | ---------------------------------------- | --------------------------------- |
| ドーハ 3000m | エネウ・アラミレウ 7:27.26        | エドウィン・チェルイヨット・ソイ 7:27.55 | エリウド・キプチョゲ 7:27.66      |
| ローマ       | イマネ・メルガ 12:54.21           | イサイア・コエチ 12:54.59                | ヴィンセント・チェプコク 12:55.29 |
| ニューヨーク | デジェン・ゲブレメスケル 13:05.22 | バーナード・ラガト 13:05.46              | タリク・ベケレ 13:06.06           |
| ローザンヌ   | ヴィンセント・チェプコク 12:59.13 | イマネ・メルガ 12:59.47                  | エリウド・キプチョゲ 12:59.71     |
| バーミンガム | モハメド・ファラー 13:06.14       | ゲーリン・ラップ 13:06.86                | イマネ・メルガ 13:07.63           |
| モナコ       | モハメド・ファラー 12:53.11       | バーナード・ラガト 12:53.60              | イサイア・コエチ 12:54.18         |
| ブリュッセル | イマネ・メルガ 12:58.32           | トーマス・ロンゴシワ 12:58.70            | ヴィンセント・チェプコク 12:59.50 |

#### 110mH
|                       | 1位                              | 2位                              | 3位                      |
| --------------------- | -------------------------------- | -------------------------------- | ------------------------ |
| 上海 (+0.2)           | 劉翔 13.07                       | デビッド・オリバー 13.18         | アリエス・メリット 13.24 |
| ユージーン (+1.8)     | デビッド・オリバー 12.94         | 劉翔 13.00                       | アリエス・メリット 13.18 |
| オスロ (+0.1)         | アリエス・メリット 13.12         | ドワイト・トーマス 13.15         | ジョエル・ブラウン 13.20 |
| パリ (+1.3)           | ダイロン・ロブレス 13.09         | デビッド・オリバー 13.09         | ドワイト・トーマス 13.18 |
| ストックホルム (-2.3) | ジェイソン・リチャードソン 13.17 | デビッド・オリバー 13.28         | ドワイト・トーマス 13.40 |
| ロンドン (-0.6)       | ダイロン・ロブレス 13.04         | ジェイソン・リチャードソン 13.08 | デビッド・オリバー 13.19 |
| チューリッヒ (+0.1)   | ダイロン・ロブレス 13.01         | ジェイソン・リチャードソン 13.10 | デビッド・オリバー 13.26 |

#### 400mH
|              | 1位                          | 2位                            | 3位                            |
| ------------ | ---------------------------- | ------------------------------ | ------------------------------ |
| ドーハ       | ルイス・J・ヴァンジル 48.11  | コーネル・フレデリクス 48.43   | バーショーン・ジャクソン 48.44 |
| ローマ       | ルイス・J・ヴァンジル 47.91  | デイヴィッド・グリーン 48.24   | アンジェロ・テイラー 48.66     |
| ニューヨーク | ハビエル・クルソン 48.50     | バーショーン・ジャクソン 48.55 | デイヴィッド・グリーン 49.07   |
| ローザンヌ   | デイヴィッド・グリーン 48.41 | ハビエル・クルソン 48.73       | ジャスティン・ゲイモン 49.21   |
| バーミンガム | デイヴィッド・グリーン 48.20 | バーショーン・ジャクソン 48.22 | ハビエル・クルソン 48.34       |
| モナコ       | アンジェロ・テイラー 47.97   | バーショーン・ジャクソン 48.22 | デイヴィッド・グリーン 48.43   |
| ブリュッセル | ハビエル・クルソン 48.32     | デイヴィッド・グリーン 48.78   | コーネル・フレデリクス 48.96   |

#### 3000mSC
|                | 1位                                    | 2位                                    | 3位                                  |
| -------------- | -------------------------------------- | -------------------------------------- | ------------------------------------ |
| 上海           | ブライミン・キプロプ・キプルト 8:02.28 | ポール・キプシレ・コエチ 8:02.42       | ヒラリー・キプサング・イエゴ 8:07.71 |
| ユージーン     | エゼキエル・ケンボイ 8:08.34           | ポール・キプシレ・コエチ 8:10.13       | ロバ・ガリ 8:11.34                   |
| オスロ         | ポール・キプシレ・コエチ 8:01.83       | ブライミン・キプロプ・キプルト 8:05.40 | ロバ・ガリ 8:10.41                   |
| パリ           | マイディーヌ・メキシベナバ 8:02.09     | エゼキエル・ケンボイ 8:07.14           | ベンジャミン・キプラガト 8:08.43     |
| モナコ         | ブライミン・キプロプ・キプルト 7:53.64 | エゼキエル・ケンボイ 7:55.76           | ポール・キプシレ・コエチ 7:57.32     |
| ストックホルム | ポール・キプシレ・コエチ 8:05.92       | ベンジャミン・キプラガト 8:14.42       | ジョナサン・ディク 8:17.77           |
| チューリッヒ   | エゼキエル・ケンボイ 8:07.72           | ポール・キプシレ・コエチ 8:07.89       | ベンジャミン・キプラガト 8:12.08     |

#### 走高跳
|                | 1位                                               | 2位                         | 3位                                                   |
| -------------- | ------------------------------------------------- | --------------------------- | ----------------------------------------------------- |
| ドーハ         | ジェシー・ウィリアムズ 2m33                       | キリアコス・イオアヌ 2m33   | ムタズ・エサ・バルシム 2m31                           |
| ユージーン     | ラウル・シュパンク 2m32                           | アンドレイ・シルノフ 2m32   | ジェシー・ウィリアムズ 2m32                           |
| オスロ         | キリアコス・イオアヌ 2m28                         | アンドレイ・シルノフ 2m28   | ラウル・シュパンク 2m28                               |
| パリ           | ヤロスラフ・ババ 2m32 アレクセイ・ドミトリク 2m32 |                             | イワン・ウホフ 2m30                                   |
| ストックホルム | イワン・ウホフ 2m34                               | ジェシー・ウィリアムズ 2m32 | ムタズ・エサ・バルシム 2m30 アンドレイ・シルノフ 2m30 |
| ロンドン       | アンドレイ・シルノフ 2m36                         | ジェシー・ウィリアムズ 2m34 | アレクサンドル・シュストフ 2m31                       |
| チューリッヒ   | チョンドロコキス・デメトリウス 2m32               | トレヴァー・バリー 2m30     | イワン・ウホフ 2m28                                   |

#### 棒高跳
|              | 1位                                   | 2位                       | 3位                                   |
| ------------ | ------------------------------------- | ------------------------- | ------------------------------------- |
| ドーハ       | マルテ・モーア 5m81                   | マクシム・マズリュク 5m70 | ラザロ・ボルヘス 5m60                 |
| ローマ       | ルノー・ラビレニ 5m82                 | マルテ・モーア 5m72       | マクシム・マズリュク 5m62             |
| ニューヨーク | ロマン・メニル 5m52                   | ブラッド・ウォーカー 5m52 | ジェローム・クラビエ 5m42             |
| ローザンヌ   | ルノー・ラビレニ 5m83                 | マルテ・モーア 5m73       | ラザロ・ボルヘス 5m63                 |
| パリ         | ルノー・ラビレニ 5m73                 | ジェローム・クラビエ 5m63 | コンスタディノス・フィリピディス 5m63 |
| モナコ       | ルノー・ラビレニ 5m90                 | マルテ・モーア 5m75       | コンスタディノス・フィリピディス 5m60 |
| ブリュッセル | コンスタディノス・フィリピディス 5m72 | ルノー・ラビレニ 5m72     | マルテ・モーア 5m62                   |

#### 走幅跳
|                | 1位                                | 2位                                      | 3位                                |
| -------------- | ---------------------------------- | ---------------------------------------- | ---------------------------------- |
| 上海           | ミッチェル・ワット 8m44 (+0.8)     | 蘇雄峰 8m19 (-0.1)                       | イグニシアス・ガイサー 8m12 (-0.2) |
| ユージーン     | グレッグ・ラザフォード 8m32 (+2.1) | ゴドフリー・モコエナ 8m31 (+2.6)         | セバスチャン・バイヤー 8m03 (+4.1) |
| オスロ         | ゴドフリー・モコエナ 8m08 (+1.1)   | モルテン・イエンセン 8m01 (+0.9)         | ルイス・ツァトゥマス 7m96 (0.0)    |
| パリ           | イルビング・サラディノ 8m40 (+0.2) | クリストファー・トムリンソン 8m35 (+0.9) | グレッグ・ラザフォード 8m27 (+0.3) |
| ストックホルム | ミッチェル・ワット 8m54 (+1.7)     | ヤーヤ・ベラバ 8m40 (+2.5)               | イルビング・サラディノ 8m19 (+0.7) |
| ロンドン       | ミッチェル・ワット 8m45 (+1.4)     | クリストファー・トムリンソン 8m30 (+2.2) | グレッグ・ラザフォード 8m19 (+0.8) |
| チューリッヒ   | ヌゴニザシェ・マクシャ 8m00 (0.0)  | アレクサンドル・メンコフ 7m94 (-1.1)     | マルコス・シュヴァ 7m88            |

#### 三段跳
|              | 1位                                   | 2位                                   | 3位                             |
| ------------ | ------------------------------------- | ------------------------------------- | ------------------------------- |
| ドーハ       | テディ・タムゴー 17m49 (+1.0)         | リーバン・サンズ 17m09 (+1.9)         | アレックス・コペロ 17m05 (+1.0) |
| ローマ       | フィリップス・イドウ 17m59 (-0.6)     | クリスチャン・オルソン 17m29 (-0.2)   | アレックス・コペロ 17m14 (-0.5) |
| ニューヨーク | フィリップス・イドウ 16m67 (-1.9)     | クリスチャン・オルソン 16m29 (-3.5)   | リーバン・サンズ 16m28 (-0.7)   |
| ローザンヌ   | テディ・タムゴー 17m91 (+1.4)         | フィリップス・イドウ 17m52 (+1.0)     | アレックス・コペロ 17m06 (+2.0) |
| バーミンガム | フィリップス・イドウ 17m54 (-0.2)     | アレックス・コペロ 17m12 (+0.2)       | Arnie David Giralt 17m08 (0.0)  |
| モナコ       | フィリップス・イドウ 17m36 (-0.6)     | アレックス・コペロ 17m30 (-0.4)       | Arnie David Giralt 17m29 (0.0)  |
| ブリュッセル | バンジャマン・コンパオレ 17m31 (-0.6) | シェリフ・エル＝シェリフ 16m93 (-0.2) | アレックス・コペロ 16m89 (+0.2) |

#### 砲丸投
|              | 1位                                | 2位                                | 3位                                |
| ------------ | ---------------------------------- | ---------------------------------- | ---------------------------------- |
| ドーハ       | ディラン・アームストロング 21m38   | リース・ホッファ 21m27             | ライアン・ホワイティング 21m23     |
| ローマ       | ディラン・アームストロング 21m60   | トマシュ・マエフスキ 21m20         | リース・ホッファ 21m13             |
| ローザンヌ   | クリスチャン・キャントウェル 21m83 | ライアン・ホワイティング 21m76     | トマシュ・マエフスキ 21m55         |
| バーミンガム | ディラン・アームストロング 21m55   | トマシュ・マエフスキ 20m90         | クリスチャン・キャントウェル 20m86 |
| モナコ       | リース・ホッファ 21m25             | クリスチャン・キャントウェル 21m23 | ディラン・アームストロング 20m98   |
| チューリッヒ | ディラン・アームストロング 21m63   | ライアン・ホワイティング 21m52     | リース・ホッファ 21m39             |
| ブリュッセル | リース・ホッファ 22m09             | クリスチャン・キャントウェル 22m07 | アンドレイ・ミフネビッチ 21m56     |

#### 円盤投
|                | 1位                            | 2位                              | 3位                              |
| -------------- | ------------------------------ | -------------------------------- | -------------------------------- |
| ドーハ         | ゲルド・カンテル 67m49         | ウィルギリウス・アレクナ 65m92   | フランク・カサナス 64m22         |
| ユージーン     | ロバート・ハルティング 68m40   | ウィルギリウス・アレクナ 67m19   | ピョートル・マラチョフスキ 65m95 |
| オスロ         | ゲルド・カンテル 65m14         | フランク・カサナス 64m54         | ウィルギリウス・アレクナ 64m00   |
| パリ           | ロバート・ハルティング 67m32   | ピョートル・マラチョフスキ 67m26 | ゲルド・カンテル 67m24           |
| ストックホルム | ウィルギリウス・アレクナ 65m05 | ピョートル・マラチョフスキ 64m96 | フランク・カサナス 63m42         |
| ロンドン       | ウィルギリウス・アレクナ 66m71 | ゾルタン・ケバゴ 66m29           | エフサン・ハダディ 64m76         |
| チューリッヒ   | ロバート・ハルティング 67m02   | ウィルギリウス・アレクナ 66m69   | ゾルタン・ケバゴ 65m58           |

#### やり投
|                | 1位                                | 2位                                      | 3位                                      |
| -------------- | ---------------------------------- | ---------------------------------------- | ---------------------------------------- |
| ドーハ         | ペトゥル・フリードリッヒ 85m32     | ジョン・ロバート・ウーストゥイゼン 84m38 | テロ・ピトカマキ 83m91                   |
| 上海           | テロ・ピトカマキ 85m33             | アンドレアス・トルキルドセン 85m12       | ジョン・ロバート・ウーストゥイゼン 83m73 |
| オスロ         | マティアス・デツォルド 83m94       | ジョン・ロバート・ウーストゥイゼン 82m07 | ペトゥル・フリードリッヒ 81m09           |
| ローザンヌ     | アンドレアス・トルキルドセン 88m19 | セルゲイ・マカロフ 87m12                 | マティアス・デツォルド 83m65             |
| バーミンガム   | アンドレアス・トルキルドセン 88m30 | マティアス・デツォルド 83m42             | ジャロッド・バニスター 82m01             |
| ストックホルム | アンドレアス・トルキルドセン 88m43 | マティアス・デツォルド 84m37             | スチュアート・ファルクハー 84m21         |
| ブリュッセル   | マティアス・デツォルド 88m36       | ヴァディム・ヴァシレフスキ 85m06         | ファティ・アバン 84m79                   |

### 女子

#### 100m
|                       | 1位                                  | 2位                                  | 3位                                        |
| --------------------- | ------------------------------------ | ------------------------------------ | ------------------------------------------ |
| 上海 (+1.2)           | ベロニカ・キャンベル＝ブラウン 10.92 | カーメリタ・ジーター 10.95           | ブレッシング・オカグバレ 11.23             |
| ユージーン (+2.0)     | カーメリタ・ジーター 10.70           | マーシェベット・メイヤーズ 10.86     | ケロン・スチュワート 10.87                 |
| オスロ (+2.2)         | イベット・ラロワ 11.01               | オレシャ・ポフ 11.14                 | エシンネ・オクパラエボ 11.17               |
| パリ (+0.6)           | ケリー＝アン・バプティステ 10.91     | ベロニカ・キャンベル＝ブラウン 10.95 | ケロン・スチュワート 11.04                 |
| ストックホルム (-2.4) | カーメリタ・ジーター 11.15           | マーシェベット・メイヤーズ 11.21     | ケロン・スチュワート 11.27                 |
| ロンドン (-0.4)       | カーメリタ・ジーター 10.93           | ケリー＝アン・バプティステ 10.97     | シェリー＝アン・フレーザー＝プライス 11.10 |
| ブリュッセル (+0.4)   | カーメリタ・ジーター 10.78           | ベロニカ・キャンベル＝ブラウン 10.85 | ケリー＝アン・バプティステ 10.90           |

#### 200m
|                     | 1位                            | 2位                                      | 3位                                        |
| ------------------- | ------------------------------ | ---------------------------------------- | ------------------------------------------ |
| ドーハ (+0.3)       | ラシャウンティー・ムーア 22.83 | シャロンダ・ウィリアムズ 22.95           | パトリシア・ホール 23.16                   |
| ローマ (+0.9)       | ビアンカ・ナイト 22.64         | ケロン・スチュワート 22.74               | デビー・ファーガソン＝マッケンジー 22.76   |
| ニューヨーク (-2.8) | アリソン・フェリックス 22.92   | ビアンカ・ナイト 22.96                   | シャロンダ・ソロモン 23.03                 |
| ローザンヌ (+0.2)   | マリヤ・リェミェン 22.85       | デビー・ファーガソン＝マッケンジー 22.93 | オレシャ・ポフ 23.04                       |
| バーミンガム (+1.0) | ビアンカ・ナイト 22.59         | マーシェベット・メイヤーズ 22.59         | カーメリタ・ジーター 22.62                 |
| モナコ (-0.4)       | カーメリタ・ジーター 22.20     | アリソン・フェリックス 22.32             | シャロンダ・ソロモン 22.63                 |
| チューリッヒ (-0.1) | カーメリタ・ジーター 22.27     | アリソン・フェリックス 22.40             | シェリー＝アン・フレーザー＝プライス 22.59 |

#### 400m
|              | 1位                          | 2位                                    | 3位                                    |
| ------------ | ---------------------------- | -------------------------------------- | -------------------------------------- |
| ドーハ       | アリソン・フェリックス 50.33 | アマントル・モンショー 50.41           | パトリシア・ホール 51.74               |
| ローマ       | アリソン・フェリックス 49.81 | アマントル・モンショー 50.47           | フランセナ・マッコロリー 50.70         |
| オスロ       | アマントル・モンショー 50.10 | デニサ・ロソロワ 51.04                 | ノブレーン・ウィリアムズ＝ミルズ 51.17 |
| ローザンヌ   | アマントル・モンショー 50.23 | サーニャ・リチャーズ＝ロス 50.61       | ナターシャ・ヘイスティングズ 51.07     |
| バーミンガム | アマントル・モンショー 50.20 | ローズマリー・ホワイト 50.82           | ノブレーン・ウィリアムズ＝ミルズ 50.85 |
| モナコ       | アマントル・モンショー 49.71 | フランセナ・マッコロリー 50.29         | ノブレーン・ウィリアムズ＝ミルズ 50.61 |
| ブリュッセル | アマントル・モンショー 50.16 | ノブレーン・ウィリアムズ＝ミルズ 50.72 | タチアナ・フィロワ 50.84               |

#### 800m
|                | 1位                            | 2位                          | 3位                              |
| -------------- | ------------------------------ | ---------------------------- | -------------------------------- |
| 上海           | ジェニファー・メドウズ 2:00.54 | Malika Akkaoui 2:01.45       | アンゲリカ・チホツカ 2:01.75     |
| ユージーン     | ケニア・シンクレア 1:58.29     | キャスター・セメンヤ 1:58.88 | ジェネス・ジェプコスゲイ 1:59.15 |
| オスロ         | ハリマ・ハシラフ 1:58.27       | マリア・サヴィノワ 1:58.44   | キャスター・セメンヤ 1:58.61     |
| パリ           | キャスター・セメンヤ 2:00.18   | ハリマ・ハシラフ 2:00.60     | ジェニファー・メドウズ 2:00.74   |
| ストックホルム | ケニア・シンクレア 1:58.21     | Malika Akkaoui 1:59.75       | Yuneisy Santiusty 2:00.06        |
| ロンドン       | ジェニファー・メドウズ 1:58.60 | ケニア・シンクレア 1:59.16   | ルチア・クロコワ 1:59.65         |
| チューリッヒ   | マリア・サヴィノワ 1:58.27     | アリシア・モンタノ 1:58.41   | ジェニファー・メドウズ 1:58.92   |

#### 1500m
|              | 1位                                | 2位                                  | 3位                                |
| ------------ | ---------------------------------- | ------------------------------------ | ---------------------------------- |
| ドーハ       | アンナ・ミシュチェンコ 4:03.00     | イレーネ・ジェラガト 4:04.89         | シハム・ヒラリ 4:05.18             |
| ローマ       | マリアム・ユスフ・ジャマル 4:01.60 | メスケレム・アセファ 4:02.12         | ゲレテ・ブルカ 4:03.28             |
| ニューヨーク | ケニア・シンクレア 4:08.06         | モーガン・ユーセニー 4:08.42         | カルキダン・ゲザヘグネ 4:08.46     |
| ローザンヌ   | モーガン・ユーセニー 4:05.52       | アンナ・ミシュチェンコ 4:06.00       | インド・デイバ 4:06.58             |
| バーミンガム | モーガン・ユーセニー 4:05.64       | カルキダン・ゲザヘグネ 4:05.96       | マリアム・ユスフ・ジャマル 4:06.39 |
| モナコ       | マリアム・ユスフ・ジャマル 4:00.59 | Btissam Lakhouad 4:01.09             | モーガン・ユーセニー 4:01.51       |
| ブリュッセル | モーガン・ユーセニー 4:00.06       | マリエム・アラウィ・セルスリ 4:00.77 | マリアム・ユスフ・ジャマル 4:01.40 |

#### 5000m
|                | 1位                                   | 2位                         | 3位                                     |
| -------------- | ------------------------------------- | --------------------------- | --------------------------------------- |
| 上海           | ヴィヴィアン・チェルイヨット 14:31.92 | センタエフ・エジグ 14:32.87 | リネト・マサイ 14:32.95                 |
| ユージーン     | ヴィヴィアン・チェルイヨット 14:33.96 | リネト・マサイ 14:35.44     | メルシー・チェロノ 14:37.01             |
| オスロ         | メセレト・デファー 14:37.32           | センタエフ・エジグ 14:37.50 | ゲンゼベ・ディババ 14:37.56             |
| パリ           | メセレト・デファー 14:29.52           | センタエフ・エジグ 14:31.66 | メルシー・チェロノ 14:35.13             |
| ストックホルム | ヴィヴィアン・チェルイヨット 14:20.87 | サリー・キプエゴ 14:43.87   | シルビア・チェビワット・キベト 14:45.31 |
| ロンドン       | ローレン・フレッシュマン 15:00.57     | ヘレン・クリセロー 15:06.75 | グレース・モマニ 15:07.49               |
| チューリッヒ   | ヴィヴィアン・チェルイヨット 14:30.10 | サリー・キプエゴ 14:30.42   | リネト・マサイ 14:35.11                 |

#### 100mH
|                     | 1位                        | 2位                        | 3位                          |
| ------------------- | -------------------------- | -------------------------- | ---------------------------- |
| ドーハ (+1.3)       | ケリー・ウェルズ 12.58     | ダニエレ・カラザース 12.64 | ロロ・ジョーンズ 12.67       |
| ローマ (+1.1)       | ドーン・ハーパー 12.70     | ケリー・ウェルズ 12.73     | ダニエレ・カラザース 12.80   |
| ニューヨーク (-3.7) | ダニエレ・カラザース 13.04 | ケリー・ウェルズ 13.06     | ティファニー・ポーター 13.11 |
| ローザンヌ (+3.3)   | サリー・ピアソン 12.47     | ダニエレ・カラザース 12.48 | ティファニー・ポーター 12.64 |
| バーミンガム (+0.7) | サリー・ピアソン 12.48     | ダニエレ・カラザース 12.52 | ジニー・クロフォード 12.79   |
| モナコ (+0.9)       | サリー・ピアソン 12.51     | ケリー・ウェルズ 12.58     | ティファニー・ポーター 12.60 |
| ブリュッセル (+0.4) | ダニエレ・カラザース 12.65 | イヴェット・ルイス 12.77   | ケリー・ウェルズ 12.77       |

#### 400mH
|                | 1位                        | 2位                                  | 3位                                  |
| -------------- | -------------------------- | ------------------------------------ | ------------------------------------ |
| 上海           | カリース・スペンサー 54.20 | ラシンダ・ディーマス 54.58           | メレーン・ウォーカー 54.96           |
| ユージーン     | ラシンダ・ディーマス 53.31 | カリース・スペンサー 53.45           | メレーン・ウォーカー 53.56           |
| オスロ         | ズザナ・ヘイノバ 54.38     | ペリー・シェイクス＝ドレイトン 54.77 | ナタリア・アントユフ 55.45           |
| パリ           | ズザナ・ヘイノバ 53.29     | カリース・スペンサー 53.45           | ナタリア・アントユフ 54.41           |
| ストックホルム | カリース・スペンサー 53.74 | メレーン・ウォーカー 54.71           | ニケーシャ・ウィルソン 55.80         |
| ロンドン       | カリース・スペンサー 52.79 | メレーン・ウォーカー 53.90           | ペリー・シェイクス＝ドレイトン 54.62 |
| チューリッヒ   | カリース・スペンサー 53.36 | メレーン・ウォーカー 53.43           | ラシンダ・ディーマス 54.04           |

#### 3000mSC
|              | 1位                                | 2位                        | 3位                                  |
| ------------ | ---------------------------------- | -------------------------- | ------------------------------------ |
| ドーハ       | ミルカ・チェモス・チェイワ 9:16.44 | メルシー・ワンジク 9:16.94 | リディア・ロティッチ 9:19.20         |
| ローマ       | ミルカ・チェモス・チェイワ 9:12.89 | ソフィア・アセファ 9:15.04 | ハビバ・グリビ 9:20.33               |
| ニューヨーク | ミルカ・チェモス・チェイワ 9:27.29 | ソフィア・アセファ 9:27.37 | グルナラ・サミトワ＝ガルキナ 9:29.75 |
| ローザンヌ   | ミルカ・チェモス・チェイワ 9:19.87 | ソフィア・アセファ 9:20.50 | メルシー・ワンジク 9:20.51           |
| バーミンガム | ソフィア・アセファ 9:25.87         | アルマズ・アヤナ 9:30.27   | フィオヌアラ・ブリトン 9:37.93       |
| ロンドン     | ミルカ・チェモス・チェイワ 9:22.80 | Hiwot Ayalew 9:23.88       | メルシー・ワンジク 9:27.45           |
| ブリュッセル | ユリア・ザリポワ 9:15.43           | ハビバ・グリビ 9:16.57     | メルシー・ワンジク 9:20.09           |

#### 走高跳
|              | 1位                       | 2位                                                               | 3位                                                 |
| ------------ | ------------------------- | ----------------------------------------------------------------- | --------------------------------------------------- |
| 上海         | ブランカ・ブラシッチ 1m94 | ナディヤ・デュサノワ 1m90 ビクトリア・スチオピナ 1m90 鄭幸娟 1m90 |                                                     |
| ローマ       | ブランカ・ブラシッチ 1m95 | ラヴァーン・スペンサー 1m92                                       | メラニー・メルフォー 1m92                           |
| ニューヨーク | エマ・グリアン 1m94       | ブランカ・ブラシッチ 1m90                                         | シェリー・フランシス 1m82 メラニー・メルフォー 1m82 |
| ローザンヌ   | アンナ・チチェロワ 1m95   | スベトラーナ・シュコリナ 1m90 ビクトリア・スチオピナ 1m90         |                                                     |
| バーミンガム | ブランカ・ブラシッチ 1m99 | アンナ・チチェロワ 1m99                                           | エマ・グリアン 1m90                                 |
| モナコ       | ブランカ・ブラシッチ 1m97 | Doreen Amata 1m92                                                 | メラニー・メルフォー 1m89                           |
| ブリュッセル | アンナ・チチェロワ 2m05   | エレーナ・スレサレンコ 1m96                                       | エバ・ジュンマルク 1m93                             |

#### 棒高跳
|                | 1位                             | 2位                               | 3位                                                 |
| -------------- | ------------------------------- | --------------------------------- | --------------------------------------------------- |
| 上海           | ジルケ・シュピーゲルブルク 4m55 | カロリン・ヒングシュト 4m50       | マリー・ザクサー 4m50                               |
| ユージーン     | アンナ・ロゴフスカ 4m68         | スベトラーナ・フェオファノワ 4m58 | ファビアナ・ムレル 4m48                             |
| オスロ         | ファビアナ・ムレル 4m60         | アレクサンドラ・キリャショワ 4m50 | アンナ・ロゴフスカ 4m40                             |
| バーミンガム   | ジルケ・シュピーゲルブルク 4m66 | ホリー・ブリーズデール 4m61       | スベトラーナ・フェオファノワ 4m46                   |
| ストックホルム | エレーナ・イシンバエワ 4m76     | ジルケ・シュピーゲルブルク 4m70   | ジェニファー・サー 4m64                             |
| ロンドン       | ジェニファー・サー 4m79         | ファビアナ・ムレル 4m71           | スベトラーナ・フェオファノワ 4m71                   |
| チューリッヒ   | ジェニファー・サー 4m72         | ジルケ・シュピーゲルブルク 4m72   | エレーナ・イシンバエワ 4m62 ファビアナ・ムレル 4m62 |

#### 走幅跳
|              | 1位                            | 2位                                              | 3位                              |
| ------------ | ------------------------------ | ------------------------------------------------ | -------------------------------- |
| ドーハ       | ファンミ・ジモ 6m88 (+1.6)     | マウレン・マギ 6m87 (+1.5)                       | アンナ・ナザロワ 6m77 (+1.2)     |
| ローマ       | ブリトニー・リース 6m94 (-0.4) | ファンミ・ジモ 6m87 (-0.1)                       | エロイス・ルシュール 6m64 (-0.1) |
| ニューヨーク | ファンミ・ジモ 6m48 (-0.9)     | ジャナイ・デローチ 6m41 (-1.5)                   | ブリトニー・リース 6m35 (-2.5)   |
| ローザンヌ   | ブリトニー・リース 6m85 (+0.1) | ダリヤ・クリシナ 6m76 (+1.7)                     | シャラ・プロクター 6m66 (+0.3)   |
| バーミンガム | ジャナイ・デローチ 6m78 (+0.6) | ブリトニー・リース 6m67 (+0.5)                   | ダリヤ・クリシナ 6m64 (+0.1)     |
| モナコ       | ブリトニー・リース 6m82 (+0.4) | ダリヤ・クリシナ 6m79 (-0.2)                     | エロイス・ルシュール 6m74 (-0.6) |
| チューリッヒ | ブリトニー・リース 6m72 (+0.3) | ナスターシャ・ミロンチック＝イワノワ 6m67 (+0.4) | イネタ・ラデビカ 6m61 (+0.5)     |

#### 三段跳
|                | 1位                             | 2位                                       | 3位                                   |
| -------------- | ------------------------------- | ----------------------------------------- | ------------------------------------- |
| 上海           | ヤルヘリス・サビヌ 14m68 (+0.5) | 李艶梅 14m35 (+0.3)                       | オリガ・リパコワ 14m17 (0.0)          |
| ユージーン     | オリガ・サラドゥハ 14m98 (+0.6) | ブレッシング・ウフォディアマ 14m06 (+1.0) | アンナ・ピヤティフ 13m98 (+1.4)       |
| オスロ         | ヤルヘリス・サビヌ 14m81 (+1.4) | オリガ・サラドゥハ 14m71 (+0.3)           | マベル・ガイ 14m31 (+0.2)             |
| パリ           | ヤルヘリス・サビヌ 14m99 (-0.1) | オリガ・サラドゥハ 14m81 (0.0)            | オリガ・リパコワ 14m48 (+0.2)         |
| ストックホルム | オリガ・サラドゥハ 15m06 (+2.3) | ヤルヘリス・サビヌ 14m81 (+2.1)           | カテリーン・イバルグエン 14m83 (+1.9) |
| ロンドン       | オリガ・サラドゥハ 14m80 (+0.8) | オリガ・リパコワ 14m49 (+0.8)             | ダナ・ベルダコワ 14m48 (+0.9)         |
| ブリュッセル   | オリガ・サラドゥハ 14m67 (+0.4) | マベル・ガイ 14m58 (+1.4)                 | オリガ・リパコワ 14m49 (+1.2)         |

#### 砲丸投
|                | 1位                            | 2位                                    | 3位                                    |
| -------------- | ------------------------------ | -------------------------------------- | -------------------------------------- |
| 上海           | 鞏立姣 19m94                   | ジリアン・カマレナ＝ウィリアムス 19m35 | 李玲 19m30                             |
| ユージーン     | ナドゼヤ・オスタプチュク 20m59 | ジリアン・カマレナ＝ウィリアムス 19m76 | クレオパトラ・ボレル＝ブラウン 18m85   |
| オスロ         | バレリー・アダムス 20m26       | ナドゼヤ・オスタプチュク 19m92         | 鞏立姣 19m57                           |
| パリ           | バレリー・アダムス 20m78       | ナドゼヤ・オスタプチュク 20m49         | ジリアン・カマレナ＝ウィリアムス 20m18 |
| ストックホルム | バレリー・アダムス 20m57       | ナドゼヤ・オスタプチュク 20m37         | ジリアン・カマレナ＝ウィリアムス 19m87 |
| ロンドン       | バレリー・アダムス 20m07       | ナドゼヤ・オスタプチュク 19m52         | ナディネ・クライナート 19m06           |
| チューリッヒ   | バレリー・アダムス 20m51       | ナドゼヤ・オスタプチュク 20m48         | ジリアン・カマレナ＝ウィリアムス 19m64 |

#### 円盤投
|              | 1位                                      | 2位                                | 3位                                      |
| ------------ | ---------------------------------------- | ---------------------------------- | ---------------------------------------- |
| 上海         | サンドラ・ペルコビッチ 65m58             | 李艶鳳 62m73                       | ダニー・サミュエルズ 61m98               |
| ローマ       | サンドラ・ペルコビッチ 65m56             | ヤレリス・バリオス 64m18           | ナディーネ・ミュラー 63m17               |
| ニューヨーク | ステファニー・ブラウン・トラフトン 62m94 | ジア・ルイス・スモールウッド 59m89 | アレサ・サーモンド 59m38                 |
| ローザンヌ   | ヤレリス・バリオス 64m29                 | アレサ・サーモンド 63m85           | ナディーネ・ミュラー 63m58               |
| バーミンガム | ナディーネ・ミュラー 65m75               | アレサ・サーモンド 62m65           | ダニー・サミュエルズ 62m33               |
| モナコ       | ナディーネ・ミュラー 65m90               | ヤレリス・バリオス 65m44           | ステファニー・ブラウン・トラフトン 62m07 |
| ブリュッセル | 李艶鳳 66m27                             | ヤレリス・バリオス 65m33           | Zaneta Glanc 62m78                       |

#### やり投
|              | 1位                                    | 2位                                    | 3位                            |
| ------------ | -------------------------------------- | -------------------------------------- | ------------------------------ |
| ローマ       | マリア・アバクモワ 65m40               | クリスティーナ・オーバークフォル 63m97 | バルボラ・シュポタコバ 63m32   |
| ユージーン   | クリスティーナ・オーバークフォル 65m48 | マリア・アバクモワ 65m30               | バルボラ・シュポタコバ 64m87   |
| ニューヨーク | クリスティーナ・オーバークフォル 64m43 | サネット・ビルジョエン 60m39           | レイチェル・ユルコビッチ 58m43 |
| パリ         | クリスティーナ・オーバークフォル 68m01 | バルボラ・シュポタコバ 67m57           | マリア・アバクモワ 65m12       |
| モナコ       | バルボラ・シュポタコバ 69m45           | クリスティーナ・オーバークフォル 64m86 | マダラ・パラメイカ 62m06       |
| ロンドン     | クリスティーナ・オーバークフォル 66m74 | バルボラ・シュポタコバ 66m41           | ゴルディ・セイヤーズ 63m41     |
| チューリッヒ | クリスティーナ・オーバークフォル 69m57 | サネット・ビルジョエン 67m46           | マリア・アバクモワ 64m48       |

## ギャラリー

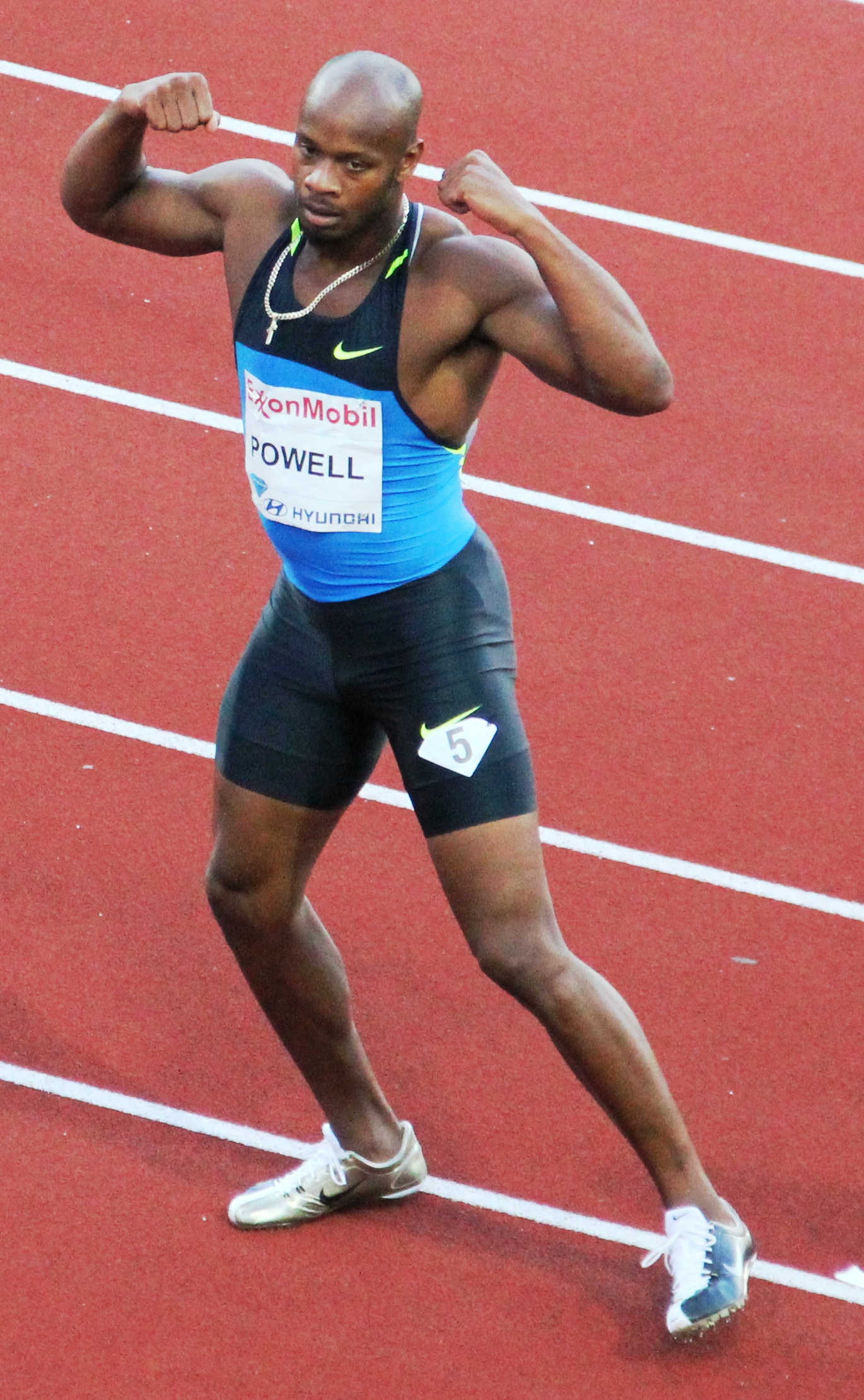
パウエル (100m)
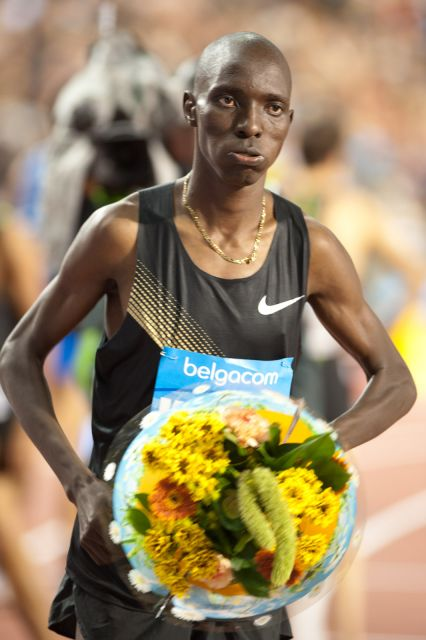
キプロプ (800/1500m)
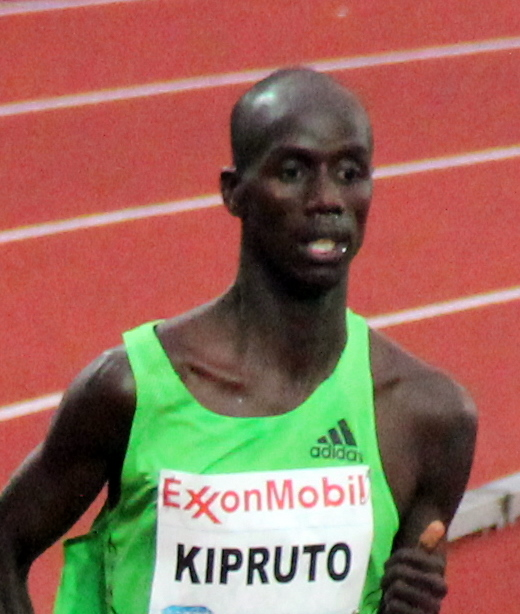
キプルト (3000mSC)
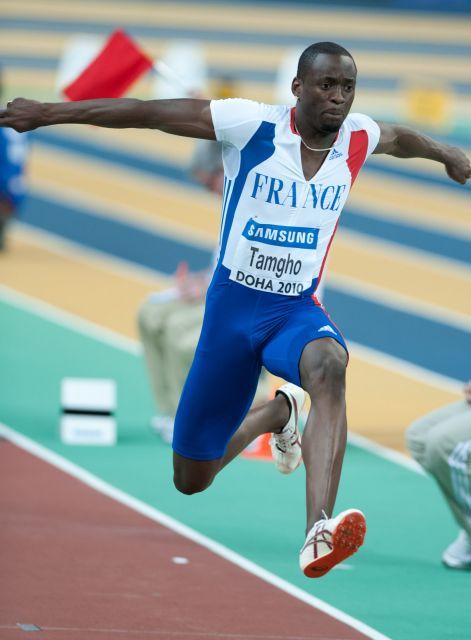
タムゴー (三段跳)
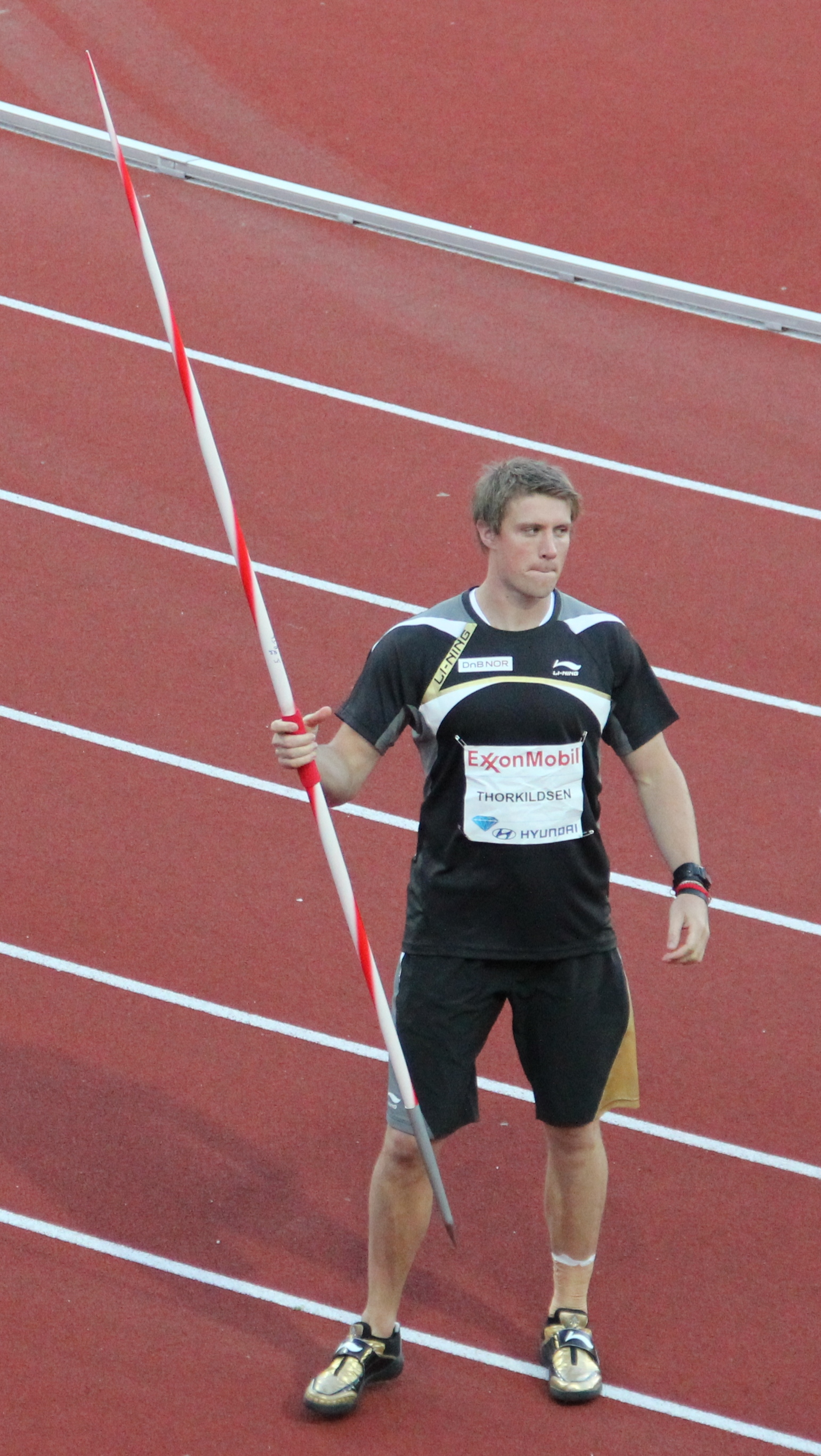
トルキルドセン (やり投)
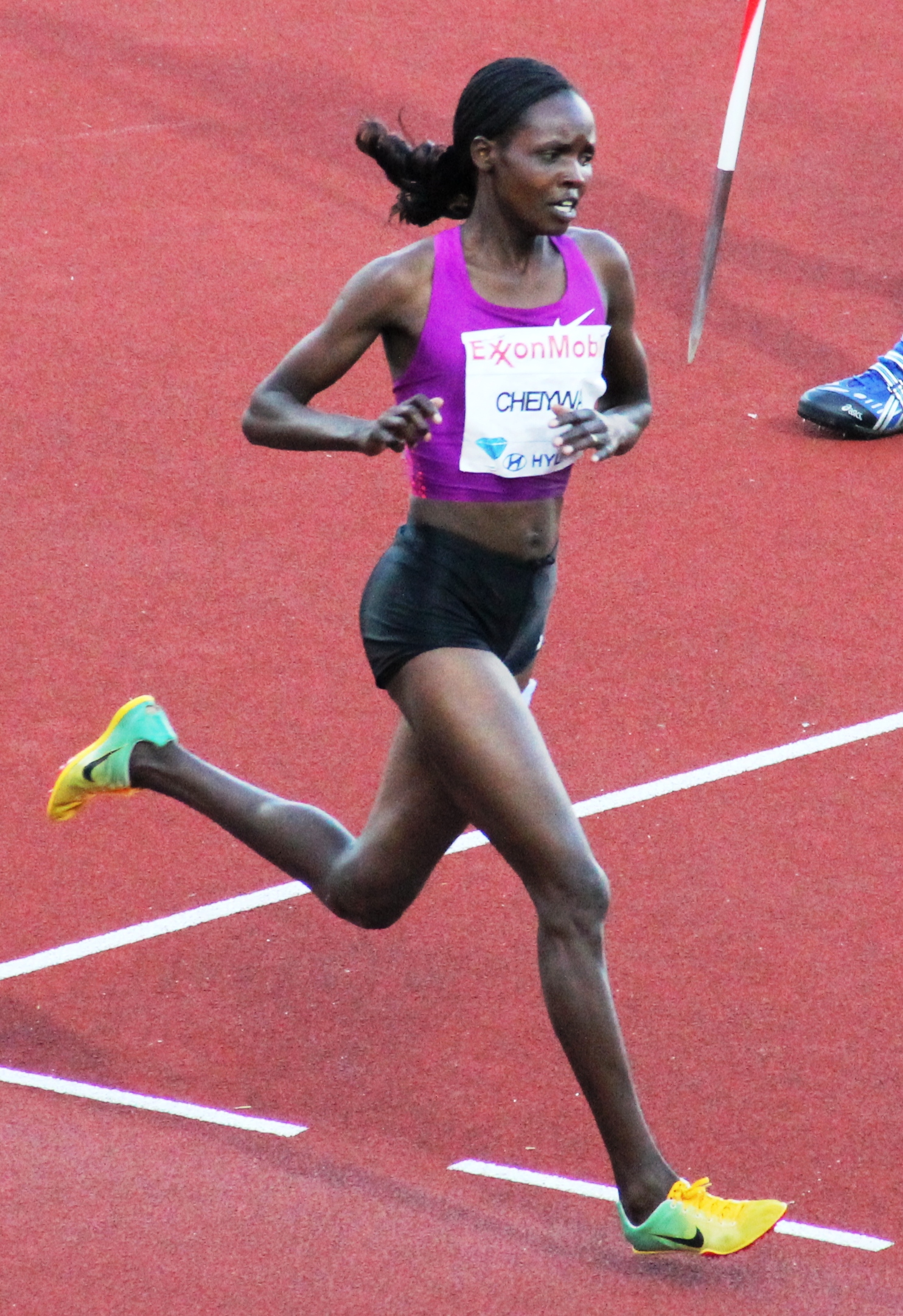
チェイワ (3000mSC)
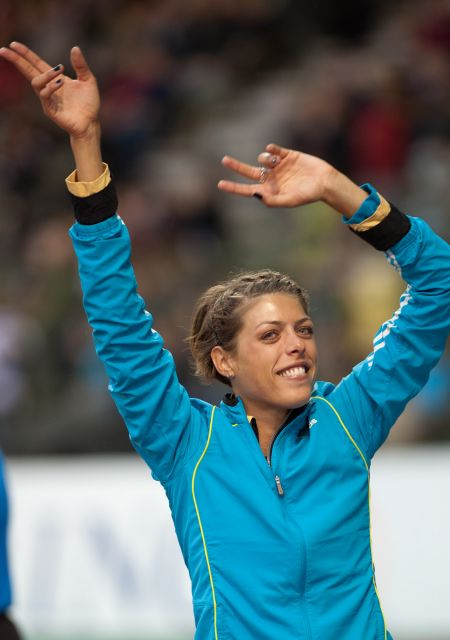
ブラシッチ (走高跳)
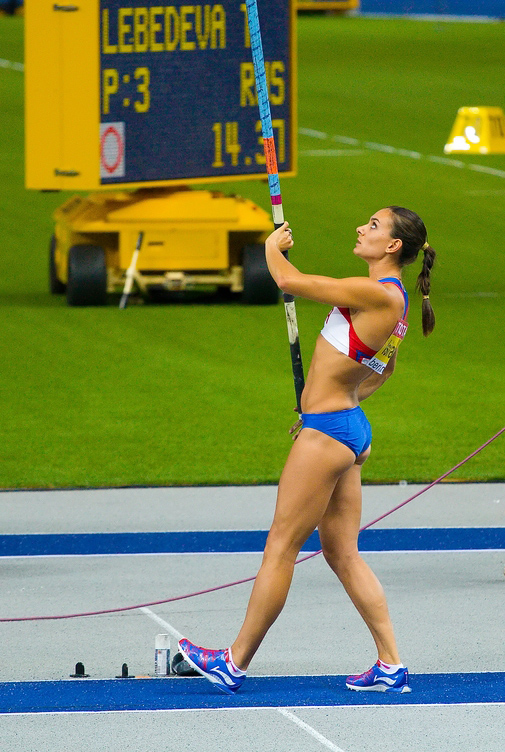
イシンバエワ (棒高跳)
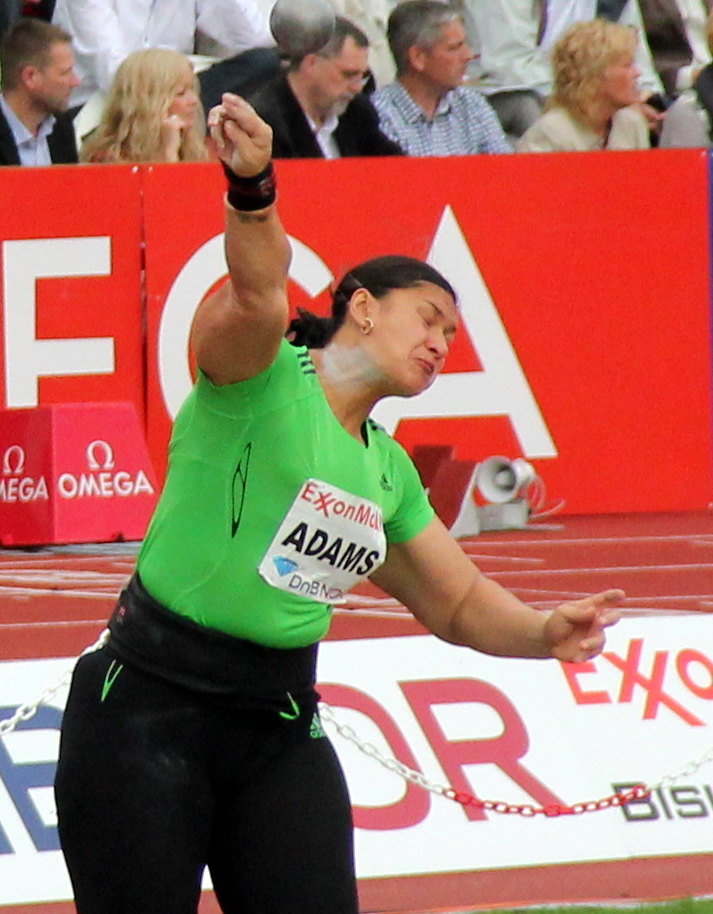
アダムス (砲丸投)

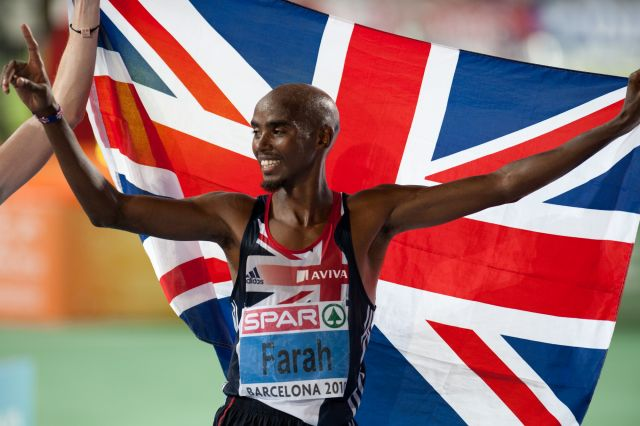
ファラー (5000m)
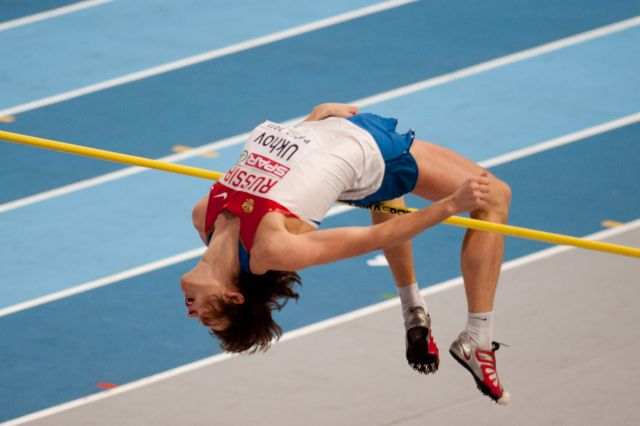
ウホフ (走高跳)
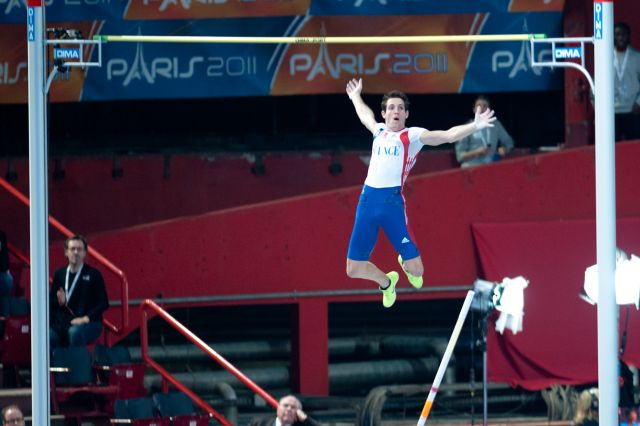
ラビレニ (棒高跳)
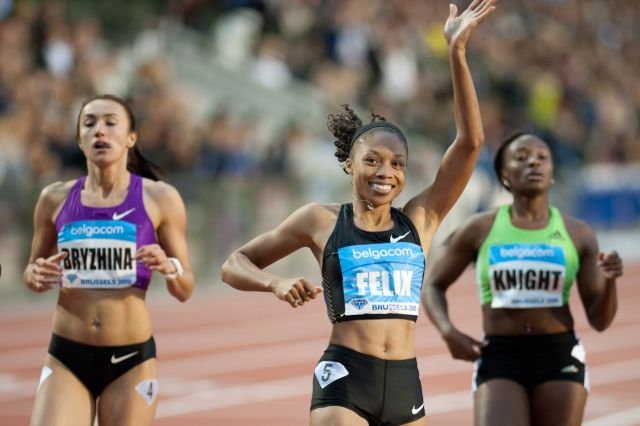
フェリックス (200/400m・中央)
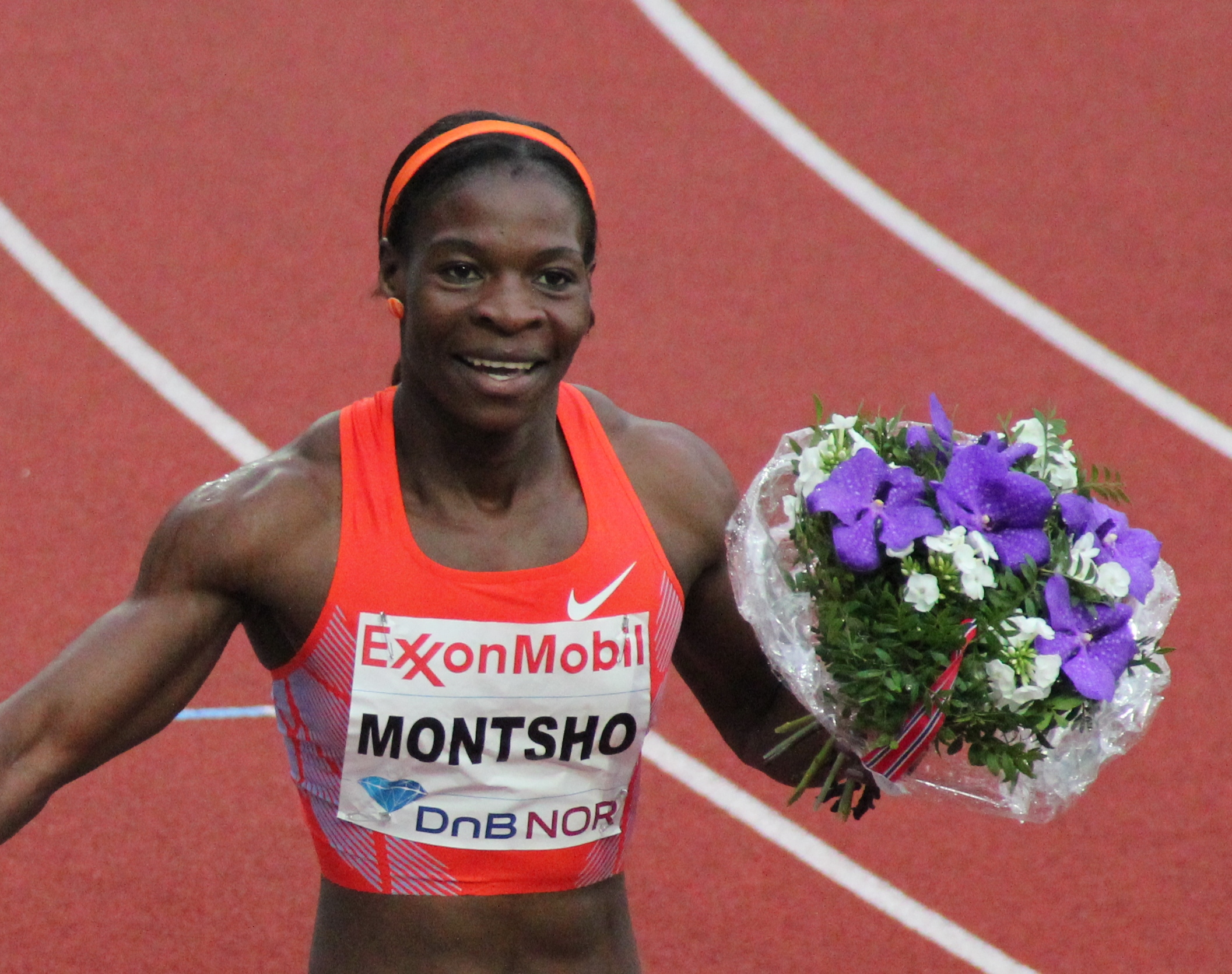
モンショー (400m)
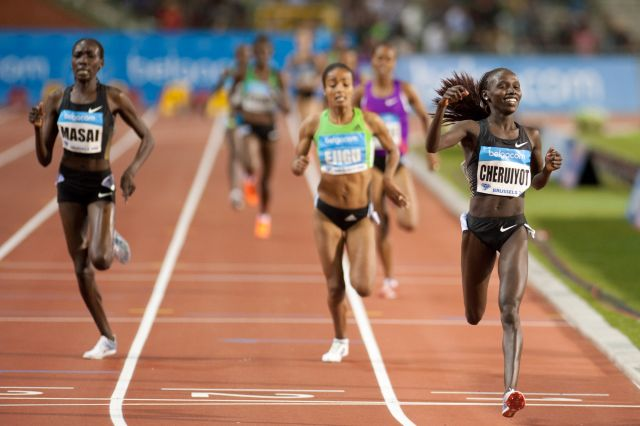
チェルイヨット (5000m・右端)
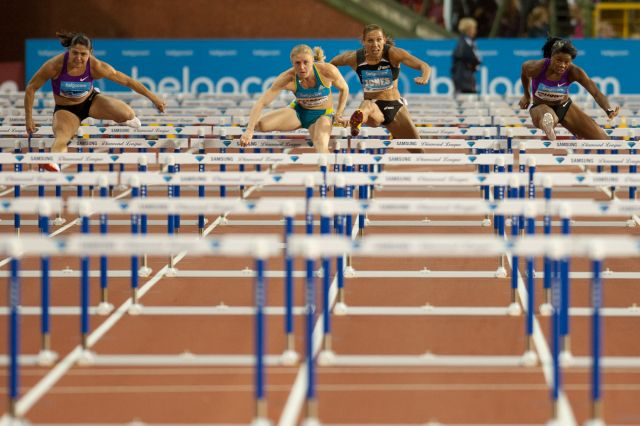
ピアソン (100mH・左から2人目)
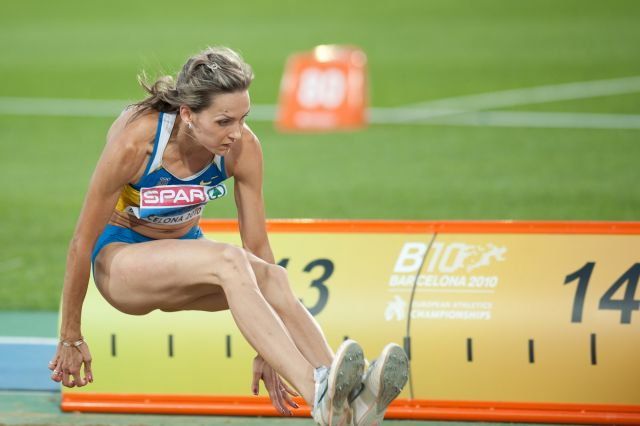
サラドゥハ (三段跳)